# Bec de Corbin
Un bec de corbin (del francès bec-de-corbin, 'bec corb') era una arma o martell llarg usat en l'Europa Occidental -sobretot a França-, la singularitat de la qual radicava en el "bec" del cap d'armes del seu martell, en el seu ús a dues mans i pels que el van emprar: la guàrdia de la "maison du roi" (del rei de França).

## Orígens i història
Similar i del mateix nom que el bec de corb -que era un terme medieval genèric per a una forma del "bec" militar dels martells, basada en el bec del seu homònim aviari-, se'n diferenciava per la seva llargada i per la forma del cap d'armes. Per això va ser moltes vegades confosa amb alabardes i martells de llucana. Aquesta arma va ser usada sobretot al segle XV a França; per això, el seu terme en francès "Bec de corbin" s'empra en altres idiomes en lloc de traduir-se.
Durant aquesta època, l'arma va ser molt utilitzada per l'aristocràcia com a arma de duels i combats judicials, al costat del destral de petos.
Ja en el XVI el "bec de graula" va passar a usar-se com a arma d'oficials de palau, com la "maison du roi" (Guàrdia de l'administració del rei de França).
També la seva figura s'emprava en blasons i heràldica.
Aquests martells es troben sovint en museus, en raó de l'existència d'exemplars de gran qualitat i bellesa. D'aquí llur principal distinció amb el martell bec de corb de la fi de l'Edat mitjana especialitzat per a perforar armadures metàl·liques i sense "estatut" aristocràtic.

## Morfologia
El bec de corbin tenia un cap d'armes que ressemblava al cap d'una graula, d'aquí el nom. Tant el bec com el peto contundent (format per diverses arestes similars a les plomes posteriors del cap d'un ocell) jugaven amb les seves formes perquè se semblés a l'animal al qual deu el nom.
De prop de dos metres de longitud, el bec de corbin es destria del seu "primer" enastat, el martell de Llucana en la seva fulla de l'aturador, que no és tan exageradament llarga com la de l'arma suïssa.